# Geraldine Harris
Geraldine Harris, född 1951, är brittisk egyptolog och forskare samt författare. 
Förutom faktaböcker om det gamla Egypten har hon bland annat skrivit fantasyberättelsen om "de sju citadellen". Den handlar om Kerish-lo-Taan, son till kejsaren av Galkis, och hans halvbror Forollkin som tillsammans ger sig ut på resa för att finna en lösning på de problem som hotar kejsardömet genom att försöka uppfylla en gammal legend. Miljön är en fantasyvariant av det gamla Egypten, men drag av biblisk och indiansk kultur kommer också in i berättelsen. Stilen är lättläst och rättfram ungdomsfantasy men ändå med visst psykologiskt djup.
De sju citadellen är utgivna i Sverige på Berghs förlag 1985-1987:
1. Prins Av De Gudafödda (Prince Of The Godborn)
2. Vindarnas Barn (The Children Of The Wind)
3. Det Döda Kungariket (The Dead Kingdom)
4. Den Sjunde Porten (The Seventh Gate)

Faktabok:
- Gudar & faraoner i den egyptiska mytologin (färgill. av David O'Connor och teckningar av John Sibbick), 1983 (Gods & pharaohs from Egyptian mythology)